# 明僧暠
明僧暠（？—？），表字不詳，平原郡鬲縣人。南朝宋官員，官至青州刺史。

## 生平
明僧暠好學，曾獲宋孝武帝接見，更得其稱許，當時人都認為這是很光榮的事。及後孝武帝派他出使北魏，那時孝武帝誅殺了他猜疑的弟弟竟陵王劉誕不久，他擔心北魏會趁機問及此事，就問明僧暠會如何回答，僧暠表示這是周公旦之於管叔鮮及蔡叔度、漢文帝之於淮南王那樣的事，孝武帝對其回答很滿意。到北魏後，北魏有人問他這次由他到來，是否因為宋廷再沒有比他更優秀的人了。明僧暠就說國內聰明出眾的人舉起手，袖子就可當帷幕；百姓之中也沒有一個比他差的，之所以會來就如晏子所說，派甚麼人就看出使國品德。後任散騎常侍。
泰始二年（466年）四月，因著青州刺史沈文秀支持在尋陽稱帝的劉子勛，拒絕承認宋明帝新建的建康朝廷，明帝就以明僧暠為青州刺史，讓他率東莞東安二郡太守李靈謙一同討伐沈文秀，明僧暠先遣將到王城築壘，但壁壘未建好就遭沈文秀擊潰，接著又聯合了在當地支持明帝的王玄邈、劉乘民等軍一同進攻沈文秀據守的東陽城，但前後十多次的進攻遭沈文秀擊破，無法攻下，只得退保東萊城。後事不詳。

## 家庭

### 祖父
- 明玩，冀州治中。

### 父親
- 明略，給事中

### 兄弟
- 明僧胤，僧暠兄，能清談玄學，宋冀州刺史。有子明惠照
- 明僧紹，僧胤弟，隱士。
- 明慶符，僧紹弟，宋青州刺史，齊黃門侍郎。